# San Germán (Porto Rico)
La municipalité de San Germán, sur l'île de Porto Rico (Code International : PR.SG) couvre une superficie de 140 km2 et regroupe 37 105 habitants (au 31 décembre 2006).

## Histoire
San Germán est la seconde plus vieille ville de l'île après San Juan.
En novembre 1511, Juan Ponce de León remit la gouvernance de Porto Rico à Juan Cerón, lieutenant du vice-roi Diego Colomb. Cerón ordonna à Miguel de Toro, lieutenant de Juan Ponce de León, de créer une "ville chrétienne" dans la partie ouest de Boriquén, qu’il nomma San Germán en l’honneur de Germaine de Foix, seconde épouse de Ferdinand le Catholique et reine d’Aragon, de Valence et de Sicile, ainsi que comtesse de Barcelone.
Cette seconde tentative de fondation eut lieu en novembre 1511 à l’embouchure du fleuve Guaorabo, près de la zone aujourd’hui connue sous le nom de Añasco. Ce village fut de nouveau attaqué en 1528, en mai 1538, puis encore en 1554. La construction d’un fortin pour protéger le village commença en 1540, mais en 1546, alors que la population, lassée des attaques, commença à se déplacer à l’intérieur des terres, la construction du fortin fut suspendue. Même après l’exode, le port de Guaorabo resta actif.

## Blasson de la ville
- Premier quartier : Une mitre et une crosse sur un champ de sinople (vert), représentant Germain d'Auxerre, saint patron de la ville.

- Deuxième quartier : Les armes des royaumes d’Aragon et de Sicile, sur lesquels le roi Ferdinand le Catholique exerçait son autorité.

- Troisième quartier : Une combinaison des armes du Comté de Foix et du royaume de France, représentant les blasons familiaux de Germaine de Foix, dont le nom est perpétué dans celui de San Germán. (Germaine était la fille de Jean de Foix , et petite fille de Gaston IV, comte de Foix, et de Marie d’Orléans, sœur du roi Louis XII de France.)

- Quatrième quartier : Les armoiries de Ponce de León.

- Couronne : Couronne municipale et civique, utilisée pour couronner San Germán en tant que ville, représentée par cinq tours. Cette distinction permet de différencier une ville d’un village, selon un décret royal. Les cinq tours indiquent que la ville a obtenu son statut urbain sous l’hégémonie du roi d’Espagne.

## Personnalités liées à la commune
- Benicio del Toro, né à San Germán en 1967.